# Мысль о тебе
«Иде́я тебя́» также «Мысль о тебе» (англ. The Idea of You) — романтическая комедия Amazon Studios с Энн Хэтэуэй в главной роли, основанная на одноимённом романе Робинн Ли. Режиссёром фильма выступил Майкл Шоуолтер, а сценарий написала Дженнифер Уэстфелдт.

## Сюжет
Солен, 39-летняя разведённая мать, искусствовед. Муж Солен Дэниел бросил её ради молодой юристки из своей фирмы, с которой больше года изменял супруге. Когда Дэниел не смог отвезти их 15-летнюю дочь Иззи с компанией друзей на фестиваль «Коачелла», Солен собирает вещи и отправляется в поездку.
Прибыв на фестиваль, Солен ищет туалет для посетителей фестиваля с VIP билетами, случайно заходит в трейлер и встречает 24-летнего Хейза Кэмпбелла, солиста популярного бой-бэнда August Moon. Между ними происходит небольшой диалог, и когда в трейлер заходят стилисты, чтобы подготовить его к выходу на сцену, Солен незаметно уходит. Позже на автограф сессии Солен с дочерью знакомятся с Хейзом. На главной сцене во время выступления Хейз внепланово объявляет, что сегодня встретил кого-то особенного, и в знак этого они с группой исполняют песню «Ближе».
Вернувшись домой, Солен празднует свой 40-й день рождения, ведёт диалоги с гостями, мужчины оказывают ей знаки внимания, но ни с кем нет химии. Позже Солен занимается работой в своей галерее в городе Сильвер-Лейк, когда к ней приходит Хейз в сопровождении телохранителя во время осмотра выставленных работ, он решает купить все, что бы обустроить свою квартиру в Лондоне, но говорит что этого мало. У Солен есть ключи от склада своей подруги, где хранятся её работы, вдвоём с Хейзом они едут туда, и обсуждают как каждый из них пришёл к своему призванию в жизни, Солен показывает картину своей подруги с названием «Открой меня», которую она никогда не выставляла и на вопрос Хейза, что она чувствует, глядя на неё отвечает «Абсолютно все».
По дороге со склада Хейз предлагает сходить перекусить, например к нему в номер, Солен предлагает посетить кафе, но там людно, а папарацци преследуют звезду на каждом ходу в итоги Солен приглашает Хейза к себе. Приехав они готовят сэндвичи и говорят о трудностях в доверии людям. Во время разговора их прерывает телефонный звонок — звонит дочь Солен Иззи. Хейз в это время садиться за пианино и наигрывает мелодию, Солен подходит к нему и говорит что мелодия очень красивая, он берёт её за руку обнимает и они целуются. Солен отстраняется, говорит что это не правильно, она слишком старая, что она ему как мама, на что он говорит что это бред. Она прерывает их и предлагает довезти его до отеля, но Хейза подвезёт его водитель. Разминувшись с Хейзом в дом входит Иззи, и видит что мама в странном состоянии. Солен замечает на тумбочке оставленные Хейзом наручные часы.
Солен отвозит дочь в летний лагерь и возвращается домой. Вечером ей начинает писать Хейз, взяв её номер из накладной полученной в галерее, пишет что не может забыть поцелуй и хочет встретиться. Солен приезжает к нему в отель в Нью Йорке, они страстно целуются и занимаются сексом. Утром Хейз предлагает ей отправиться с ним в тур, а для всех участников группы, что бы Солен не переживала скажет, что она его арт-консультант. В туре они очень сближаются, проводят время вместе, отдыхают на побережье.
В конце тура Хейз и один из участников группы снимают дом на Ибице, и он зовёт туда Солен. Во время отдыха у бассейна, где влюблённые уже не скрывают свои отношения происходит неприятный разговор, где девушки-фанатки и 20-тилетний Олен — участник группы припоминают прошлую подружку Хейза которой было 33, которая так же как Солен следовала за Хейзом. Это все ранит чувства Солен, потому что недосказанность в отношениях была похожа на её разрыв с мужем, Хейз просит её остаться, но поссорившись Солен решает уехать не давая их отношениям шанса. Приехав домой она обнаруживает посылку и записку от подруги «Твой поклонник оказался убедительным. Надеюсь ты её полюбишь, я рада что она теперь твоя», сняв упаковочную бумагу она видит ту самую картину «Открой меня».
Спустя 10 дней после возвращения домой Солен приходит смс от Хейза что бы она не заходила в интернет, так как не знает откуда просочилась информация. Солен открывает ноутбук и видит что она во всех новостях. Заголовки пестрят оскорбительными фразами «Хейз стал жертвой милфы». Все друзья и знакомые Солен начинают писать ей о новостях, приехав в лагерь, что бы забрать дочь она слышит в свой адрес смешанные комментарии. Дочь расстроена, что мама ей лгала, но решив что мама должна быть счастлива она даёт ей зелёный свет.
Хейз и Солен снова вместе, их везде преследуют фотографы, Иззи поддерживает маму, но в школе из за новостей у неё начинаются трудности, она больше не может вынести давления и грязных комментариев в адрес своей семьи. После отъезда Хейза на пару дней Солен принимает тяжёлое для себя решение. Приехав встретить его в аэропорт она говорит, что дочь и её спокойствие для неё важнее и она так больше не может, возвращает ему наручные часы, которые он когда то оставил у неё и уезжает. Вечером от Хейза приходит сообщение «Открой дверь», они признаются друг другу в любви, целуются на прощание, Хейз говорит что через 5 лет Иззи уже будет жить своей жизнью, а на него всем будет наплевать. Они обещают друг другу что если за это время у них появится шанс на счастье с кем то другим, они его не будут упускать.
Прошло 5 лет. Иззи учится в колледже в Чикаго, они с поддерживают связь с мамой по видеосвязи. Одним вечером Солен смотрит телевизор и видит выступление Хейза в Шоу Грэма Нортона. В интервью ведущему Хейз говорит что после завершения текущего тура он возьмёт отпуск и хочет заехать в Лос-Анджелес, потому что хочет там кое-кого навестить. В свой обычный, рутинный день Солен работает в галерее, когда на её пороге вновь появляется Хейз, в их глазах радость и слёзы, от столь неожиданной и долгожданной встречи.

## В ролях
- Энн Хэтэуэй — Солен[4]
- Николас Голицын — Хейз Кэмпбелл
- Элла Рубин — Иззи
- Рид Скотт — Дэниел
- Джейден Энтони
- Раймонд Чам
- Вик Уайт
- Дакота Адан
- Энни Мумоло
- Перри Маттфельд
- Джордан Аарон Холл

## Производство
В декабре 2018 года стало известно, что адаптация романа Робинн Ли «The Idea Of You» разрабатывается компанией Welle Entertainment с Кэти Шульман и Габриэль Юнион в качестве продюсеров. В 2018 году Юнион назвала книгу Ли в числе десяти своих самых любимых. Юнион и Ли дружат с начала 2000-х годов. В июне 2021 года стало известно, что Дженнифер Уэстфелд написала сценарий, а Энн Хэтэуэй получила главную роль. В августе 2022 года Майкл Шоуолтер был утверждён в качестве режиссёра. В сентябре 2022 года Николас Голицин присоединлся к актёрскому составу в роли солиста «самого горячего бой-бэнда на планете». В октябре 2022 года стало известно, что Элла Рубин сыграет дочь Хэтэуэй, и что съёмки начались. Вскоре после этого объявления стало известно, что Энни Мумоло, Рид Скотт, Перри Маттфельд и Джордан Аарон Холл, а также Джейден Энтони, Раймонд Чам, Вик Уайт и Дакота Адам присоединились к актёрскому составу будущего фильма.
Съёмки проходили в Атланте, и прилегающих районах с октября 2022 года, при этом Голицын и Хэтэуэй были сфотографированы СМИ вместе на съёмках в Саванне.
Премьера фильма состоялась 16 марта 2024 года на фестивале South by Southwest, а со 2 мая 2024 года фильм стал доступен на Amazon Prime Video.

## Восприятие
Журнал Grazia описывает фильм как основанный на фанфике о Гарри Стайлзе. Vogue описал сюжет как «социокультурный комментарий о старении и ценности женщины».
Бенджамин Ли в рецензии для The Guardian пишет: «Шоуолтеру удаётся сделать так, чтобы „Идея тебя“ выглядела и дышала как более великие фильмы, после которых она вышла, а не как более дешёвые, с которыми она соседствует […] Всего этого в конечном итоге недостаточно, чтобы действительно вернуть нас в эпоху расцвета жанра, но это чертовски лучше, чем то, к чему нам пришлось привыкнуть». Питер Дебрюге из Variety пишет: «Экранизация находит решение, которое соответствует намерениям [Робинн] Ли и в то же время обеспечивает более удовлетворительное завершение их отношений». Алисса Уилкинсон из The New York Times пишет: «Фильм удался в основном благодаря игре Хэтэуэй, хотя она и Галицын искрят и приятно подшучивают друг над другом». Элисон Уилмор из Vulture написала: «Фильм мог бы быть немного более снисходительным — он позволяет реальному миру ворваться в его неожиданные отношения почти прежде, чем они начнутся, — но он удивительно соблазнителен даже при своей сдержанности. Любой может напевать песни One Direction в уединении, но совсем другое дело — соединиться с чувствами, выраженными в одном из этих больших припевов».
Ловия Гьяркайе из The Hollywood Reporter написала: «Лучше всего фильм работает как беззаботное удовольствие — романтическая комедия, которая дарит немного смеха и взрывается магнетизмом своей главной героини. То, что в неё удалось вплести несколько уроков самопознания, — просто бонус».